# Helicoverpa lizeri
Helicoverpa lizeri là một loài bướm đêm trong họ Noctuidae.